# ハイパーネオジオ64
ハイパーネオジオ64（ハイパーネオジオロクヨン、HYPER NEOGEO 64）は、エス・エヌ・ケイ がMVS（NEOGEO）の後継機として開発した、3DCGの表示が可能なアーケードゲーム基板およびそれらのシステムである。

## 概要
『バーチャファイター』シリーズ（セガ）や『鉄拳』シリーズ（ナムコ）の登場により、対戦型格闘ゲームの分野にも3Dの可能性が示され、当時2D対戦型格闘ゲームの人気をカプコンと二分していたエス・エヌ・ケイ（当時）も3Dを表現できるシステムの開発が急務となる。
ハイパーネオジオ64は、本来はネオジオの後継機種として、より高品質な2Dゲームを開発するために開発された。しかし、ネオジオでは不可能だった3Dゲームも作れる性能だったためにエス・エヌ・ケイ上層部が3D分野に色気を出してしまい、開発された作品は3D表示の物ばかりとなってしまった。このように元々3D表示への対応を考慮して開発されたハードウェアではなかったため、キャラクターを構成しているポリゴンが当時のレベルで見ても荒く、さらにゲーム全体の処理も重いものが多かった。
非常に重大な欠点だが、互換性維持の観点から最後まで改良することはできず、セガやナムコが採用するゲーム基板およびそれらシステムには及ばなかった。発売タイトルはマニア人気はあったものの、どれもヒットには結びつかず、次第に消えていった。結局のところ、1999年発売の『武力 〜BURIKI ONE〜』をもってタイトル開発と発売を終了しており、前代のネオジオより先に終焉を迎えることになる。前代のネオジオは2001年のエス・エヌ・ケイ（旧社）倒産までタイトル開発と発売が行われ、プレイモア（後のSNKプレイモア、現在のSNK〈新社、2代目〉）にエス・エヌ・ケイ（旧社）の全版権が譲渡・受け継ぎされた後もしばらくの間は主力ハードとして使用され、最終的に2004年までタイトル開発と発売が行われた。
当時販売していた携帯ゲーム機ネオジオポケットリリース面での失敗、当時江坂（大阪府吹田市）に存在していた「ネオジオランド」とフジサンケイグループの協力で東京にオープンした「ネオジオワールド東京ベイサイド」の相次ぐ遊園地事業失敗と並び、エス・エヌ・ケイ（旧社）倒産の要因となった（ネオジオワールド東京ベイサイド跡地は後に山崎屋に売却され東京レジャーランドパレットタウン店と改名し2017年まで営業していた）。
専用筐体を用いた作品を除き、基板と汎用筐体との抱き合わせ販売もあったようで、そのうちの一つのバリエーションであった、対戦用汎用筐体には、画面上部に小さな液晶画面とカメラがついていて、対面のプレイヤーを常時モニターできるというものがあったが実際に使っている店は少なかった、ハイパーネオジオ64自体が生産終了になりゲームが発売されなくても、筐体のみ他社のゲームが入った状態で稼動していた例もあった。

## 発売されたタイトル
カッコ内は、開発元、ジャンル、発売日の順に記載。なお、発売元は全てエス・エヌ・ケイである。
◎は、専用筐体が必要になるタイトル。
- ラウンドトリップRV（エス・エヌ・ケイ、レースゲーム、1997年9月20日）◎
大型筺体。第一弾タイトル。エス・エヌ・ケイ初のカーレースゲームでもある。
- SAMURAI SPIRITS 〜侍魂〜（エス・エヌ・ケイ、格闘アクション、1997年12月19日）
- オフビートレーサー（エス・エヌ・ケイ、レースゲーム、1998年5月13日）◎
大型筺体。通信対戦が可能。筐体は二台が最初から連結されたツインタイプの他、前年発売の『ラウンドトリップRV』へのコンバージョンキットも発売された。
- ビーストバスターズ セカンドナイトメア（ADK、ガンシューティング、1998年9月11日）◎
ハイパーネオジオ64基板唯一のサードパーティー開発作品で、エス・エヌ・ケイが1989年に発売したガンシューティング、『ビーストバスターズ』の続編。ただし、ストーリーの繋がりはない。筐体は画面29インチのスタンダード筐体と、50インチの大画面を採用した大型のデラックス筐体の2種類が存在する。
- SAMURAI SPIRITS 2 〜アスラ斬魔伝〜（エス・エヌ・ケイ、格闘アクション、1998年10月16日）
- 餓狼伝説 WILD AMBITION（エス・エヌ・ケイ、格闘アクション、1999年1月28日）
後にPlayStationにも移植された。ハイパーネオジオ64のタイトルで唯一家庭用に移植された作品である。
- 武力 〜BURIKI ONE〜（エス・エヌ・ケイ、格闘アクション、1999年5月21日）
左に移動用のボタン、右に攻撃用のレバーという、一般的な対戦格闘ゲームとは異なる独自のコンパネ、操作形態を採用。専用コンパネも付属しているが、オペレーターや所有者側で独自に汎用コンパネをこのゲーム向けに改造・制作して動作させることも可能。